# Charles-François Raoul
Charles François Raoul, (Liffol-le-Grand (Vosges), 5 d'abril, 1759 - Neufchâteau (Vosges), 19 de juny, 1824), fou un un general francès de la Revolució i de l'Imperi.

## Registres de servei
Sota el Regne de França, va entrar al servei l'1 de novembre de 1776, en el regiment de Bassigny-Infanteria, va esdevenir caporal de caçadors el 9 d'abril de 1780, sergent de fusellers el 20 de desembre de 1782, i va ser destituït el 9 de novembre de 1784.
El 30 d'agost de 1791 va ser elegit capità de granaders del 1r batalló de voluntaris dels Vosges, i esdevingué cap d'aquest batalló el 2 de setembre de 1793.
Va ser ascendit a general de brigada el 2 d'abril de 1794 a l'Exèrcit de les Ardenes, i va ser suspès el 3 de juny següent pels representants del poble. Va ser reintegrat el 12 d'agost de 1794, va ingressar a l'Exèrcit dels Pirineus Occidentals el 17 d'agost i el 25 de setembre va prendre el comandament de Baiona.
El 10 d'agost de 1795 va ser emprat a l'exèrcit occidental, com a comandant de La Roche-sur-Yon, després de Noirmoutier, abans d'unir-se a l'exèrcit de Rhine-et-Moselle el 3 de desembre de 1795. Va ser reformat el 14 d'abril de 1796.
Va ser revocat al servei actiu l'11 de juliol de 1799 a l'Exèrcit dels Alps, i el febrer de 1800, va ser destinat a l'Exèrcit d'Itàlia. El 6 d'abril de 1800 es va unir a la divisió del general Lesuire i el 18 de desembre es va unir a l'exèrcit de Batavia. El 29 de març de 1801 no fou inclòs en la reorganització de l'estat major, i el 21 de maig de 1801 fou posat en excedència per reforma.
El 15 d'agost de 1809 va tornar al servei actiu a l'Exèrcit del Nord i va ser admès a la jubilació el 14 de març de 1810.
Durant els Cent Dies, va ser cridat al comandament del departament dels Vosges el 15 d'abril de 1815, i va ser nomenat cavaller de la Legió d'Honor el 29 d'abril de 1815. El 13 de juny de 1815 va ser emprat a Metz, i el 1815, el 20 d'agost següent es va tornar a jubilar. El seu fill Nicolas Louis Raoul (1788-1850) va ser capità i ajudant de camp de Napoleó durant l'estada de l'emperador a l'illa d'Elba.
Va morir el 19 de juny de 1824 a Neufchâteau.

## Annexos
Bibliografia

- Charles Théodore Beauvais et Vincent Parisot, Victoires, conquêtes, revers et guerres civiles des Français, depuis les Gaulois jusqu’en 1792, tome 26, C.L.F Panckoucke, janvier 1822, 414 p. (llegir en línia [arxiu]), p. 153.